# Jolly
Jolly – miasto w Stanach Zjednoczonych, w stanie Teksas, w hrabstwie Clay.